# Masonophycaceae
Famille
Les Masonophycaceae sont une famille d’algues brunes de l’ordre des Tilopteridales. 

## Étymologie
Le nom vient du genre type Masonophycus, dont le préfixe "Masono-" fut donné en hommage au botaniste nord-américain H. L. Mason qui récolta l'algue sur la côte de l'Île Clarion (Mexique), suivi du suffixe "-phycus", algue.

## Liste des genres
Selon AlgaeBase (25 août 2017) et World Register of Marine Species (25 août 2017) :
- Masonophycus Setchell & N.L.Gardner, 1930